# Säbelsäge

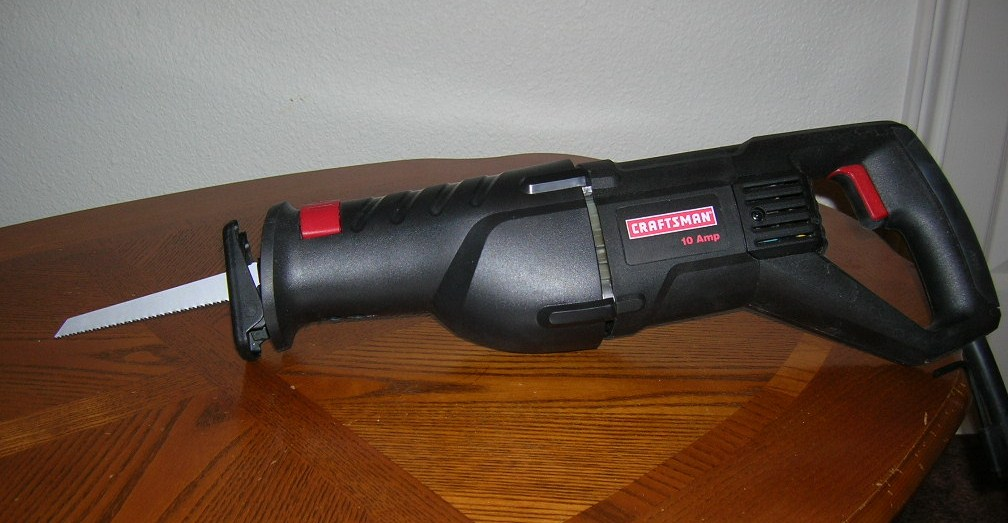
Beispiel einer Säbelsäge

Eine Säbelsäge (auch: Reciprosäge, Universalsäge  oder Tigersäge) ist eine handgeführte Elektrosäge
mit wie bei einer Stichsäge
vorstehendem, hin und her laufendem, an nur einem Ende in der Maschine eingespanntem Sägeblatt.

## Aufbau
Die Säbelsäge hat ein mit meist 150 mm Länge längeres, mit etwa 2 mm Dicke dickeres und mit 20 mm mehrfach tieferes Sägeblatt. Es erlaubt entsprechend nur einen ziemlich geradlinigen Schnitt. Sein Hub wird meistens ohne Pendeln geführt, einige Geräte verfügen aber auch über einen zuschaltbaren oder einstellbaren Pendelhub. Bei üblichen 22 mm Hub mit einer Frequenz bis 2600/min kann bis zu 100 mm dickes Holz geschnitten werden, in mittelfestem Stahl kann 6 mm Dicke bewältigt werden. Die Zahnung wirkt wie bei einer Japansäge auf Zug und zieht das Werkstück an den Anschlag am Kopf der Maschine. Die Reaktionskraft des nicht sägewirksamen Gegenhubs muss durch händisches Schieben kompensiert werden, wenn dafür nicht durch schräges Abwärtshalten des Sägeblatts ein Teil der Gewichtskraft der Maschine genutzt wird. Das Gewicht der Maschine wird auch zum Anpressen der Schneidzähne von oben ans Schnittgut genutzt.
Säbelsägen werden üblicherweise beidhändig geführt, eine kürzer gebaute Astsäge mit v-förmigem Aufnahmebügel beidseitig des Sägeblatts für einen Ast jedoch einhändig.
Im Gegensatz zur Stichsäge wird der Schnitt nach UNTEN fortschreitend geführt.
Am Kopf der eher länglichen Maschine steht das Sägeblatt axial vor. Am hinteren Ende der Maschine befindet sich der Hauptgriff, 20–60 Grad gegenüber der Geräteachse nach unten abgewinkelt und häufig mit einem Bügel als Fingerschutz umrahmt. Der vordere Handgriff wird durch einen zu umfassenden Hals an der Maschine gebildet, in dessen Inneren die Pleuelstange des Hubantriebs verläuft.
Die Trockenbau- oder Gipskartonplattensäge ist den Stichsägen zuzurechnen. Sie weist ein beidseitig und frontal gezahntes Sägeblatt von höchstens etwa 30 mm Wirklänge auf, das aus einer Andruckplatte herausragt. Diese Säge wird insbesondere zum Fertigen von Ausschnitten in einer verlegten Decke verwendet. Diese Säge wird also von unten an die Decke gepresst und hat daher einen  für die einhändige Überkopfhaltung angepassten Bügelgriff. Das Blatt kann ins Sägegut eintauchen und in beide Richtungen fortschreiten.

## Verwendung und Funktionsprinzip
Der Antrieb erfolgt durch einen Elektromotor, der über ein Getriebe einen Exzenter antreibt. Auf diesem läuft eine Pleuelstange, die die Drehbewegung des Motors in einen geraden Schub für das Sägeblatt umsetzt. Einfache Säbelsägen arbeiten normalerweise mit einem Hub von 25 bis 28 mm, Geräte der oberen Leistungsklasse mit bis zu 32 mm.
Angeboten werden Sägeblätter zur Bearbeitung von Metallen, Holz, Kunststoff, Stein, Grünschnitt und keramischen Werkstoffen. Sägeblätter mit hartmetallbestückten Schneiden können zum Durchtrennen von Baumwurzeln im Erdreich verwendet werden. Die Sägeblattaufnahmen der verschiedenen Hersteller unterscheiden sich und sind nicht immer kompatibel.
Säbelsägen finden häufig bei Zimmerleuten und Bautischlern zur Demontage von alten Bauelementen, in der Baumpflege sowie bei Feuerwehren und anderen Hilfsorganisationen bei Rettungsmaßnahmen Anwendung. Sanitär-Installateure verwenden sie zum Trennen von Metallrohren. Hierzu gibt es Führungsvorrichtungen, die einen geraden Schnitt erleichtern.
Nach den aktuellen DIN-Normen gehören Säbelsägen zur Pflichtbeladung für die Feuerwehrfahrzeug-Typen LF 10, HLF 10, LF 20 und alle HLF 20 sowie für Rüstwagen in Deutschland. Säbelsägen werden in verschiedenen Leistungsklassen, sowohl mit Netz- als auch mit Akkubetrieb angeboten.